# 奥莱萨-德蒙特塞拉特
奥莱萨-德蒙特塞拉特，是西班牙加泰罗尼亚巴塞罗那省的一个市镇。总面积16.63平方公里，总人口23742人（2013年），人口密度1428人/平方公里。